# Сухов, Николай Дмитриевич
Николай Дмитриевич Сухов (8 августа 1914 — 26 октября 1983) — заместитель командира эскадрильи эскадрильи 44-го гвардейского ночного бомбардировочного авиационного Донского полка 271-й ночной бомбардировочной авиационной дивизии 16-й воздушной армии, участник Великой Отечественной войны, Герой Советского Союза.

## Биография
Родился 8 августа 1914 года в городе Вольске (ныне — Саратовской области). Окончил неполную среднюю школу и школу ФЗУ. Работал сварщиком на одном из предприятий в городе Баку (ныне столица Азербайджанской Республики), одновременно учился в аэроклубе.
В рядах Красной Армии с 1937 года. В 1940 году окончил Одесское авиационное училище. Участник Великой Отечественной войны на Западном, Воронежском, Юго-Западном, Сталинградском, Донском, Центральном, 1-м Белорусском фронтах.
К началу войны Сухов был истребителем и прикрывал наземные войска и сооружения от вражеской авиации. Был назначен командиром звена бомбардировочного полка. Принимал участие в боях под Харьковом. Непосредственно участвовал в операции по уничтожению техники противника на территории Харьковского аэропорта. Был обстрелян, но выполнил задание. Отличился в боях под Сталинградом. Летал на задания по бомбардировке в любых условиях по несколько раз за ночь. Также совершил множество дневных вылетов с целью установления линии фронта.
К 1944 году совершил 672 боевых вылета на бомбардировщиках У-2 и По-2.
Указом Президиума Верховного Совета СССР от 1 июля 1944 года присвоено звание Героя Советского Союза с вручением ордена Ленина и медали «Золотая Звезда».
Жил в Сочи. С 1946 по 1959 год служил в органах КГБ. Умер 26 октября 1983 года.

## Награды
- Медаль «Золотая Звезда»
- орден Ленина;
- два ордена Красного Знамени;
- орден Отечественной войны 1-й степени;
- медали, в том числе:
  - медаль «За боевые заслуги»;
  - медаль «За оборону Сталинграда»;
  - медаль «За освобождение Варшавы»;
  - медаль «За безупречную службу» 2-й степени.